# 阿闍世王

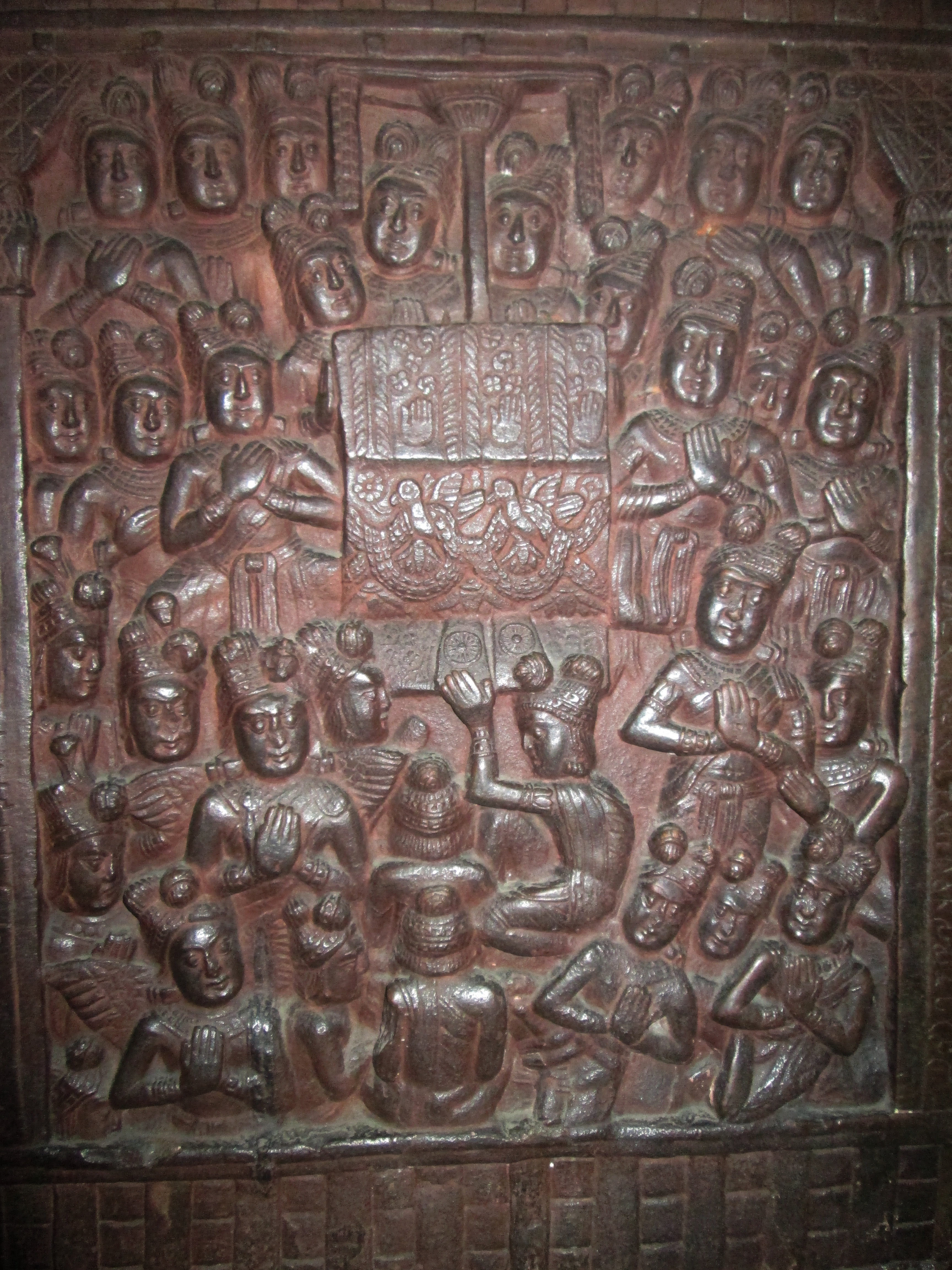
阿闍世王禮佛圖

阿闍世王（？—前461年），是古印度摩揭陀國的國王。頻毘娑羅王（Bimbisāra）與韋提希王后之兒子，與佛教創始人釋迦牟尼佛、和耆那教創始人伐達摩那生活在同一個時代。

## 生平
阿闍世出生時，相命師稟告他的父親頻毘娑羅王：「阿闍世日後一定會反叛。」頻毘娑羅王將阿闍世摔於宮階，但是阿闍世從高空落地，卻沒有大礙，只有指頭受傷。

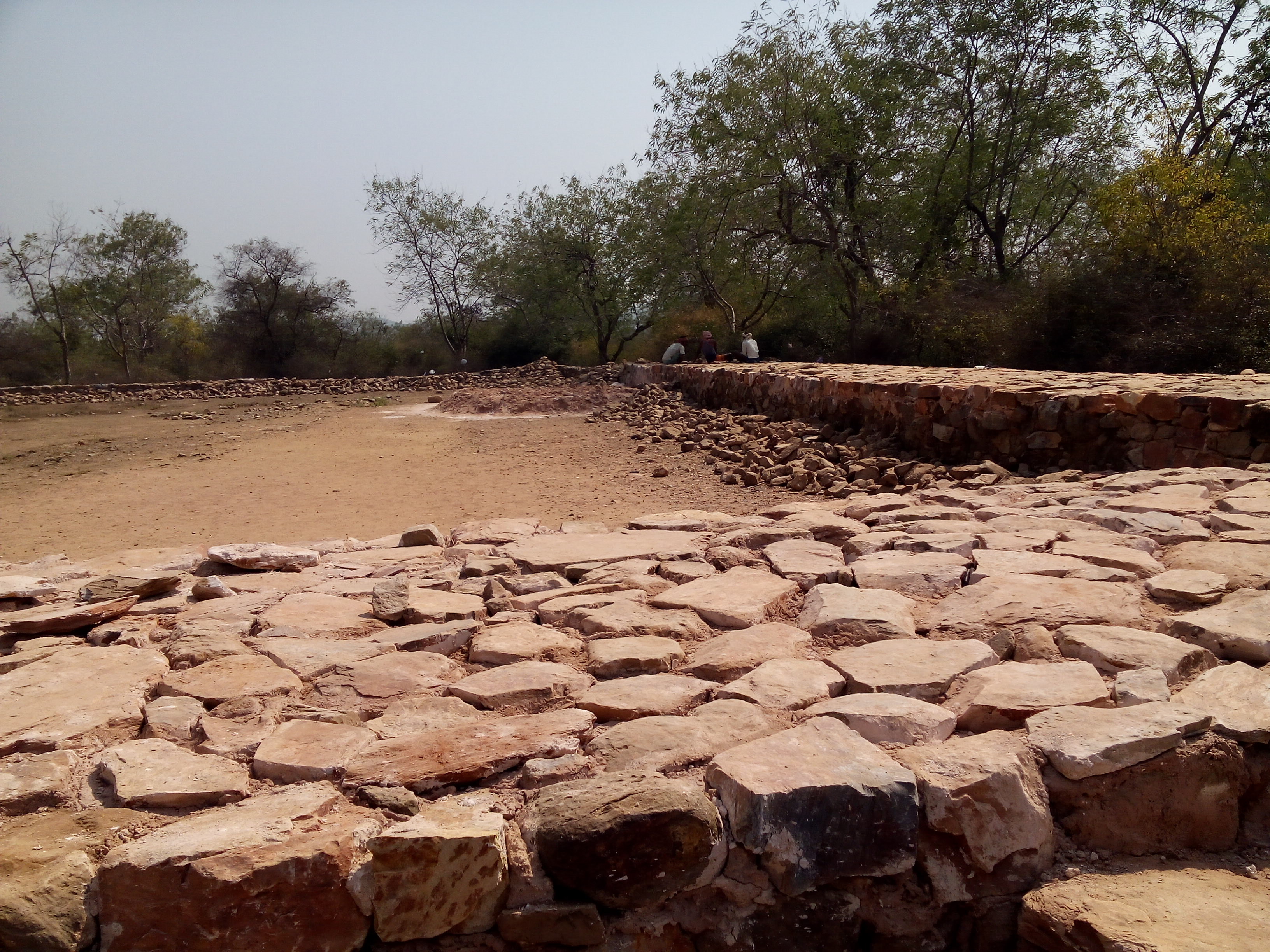
王舍城囚禁頻毗娑羅王的地牢

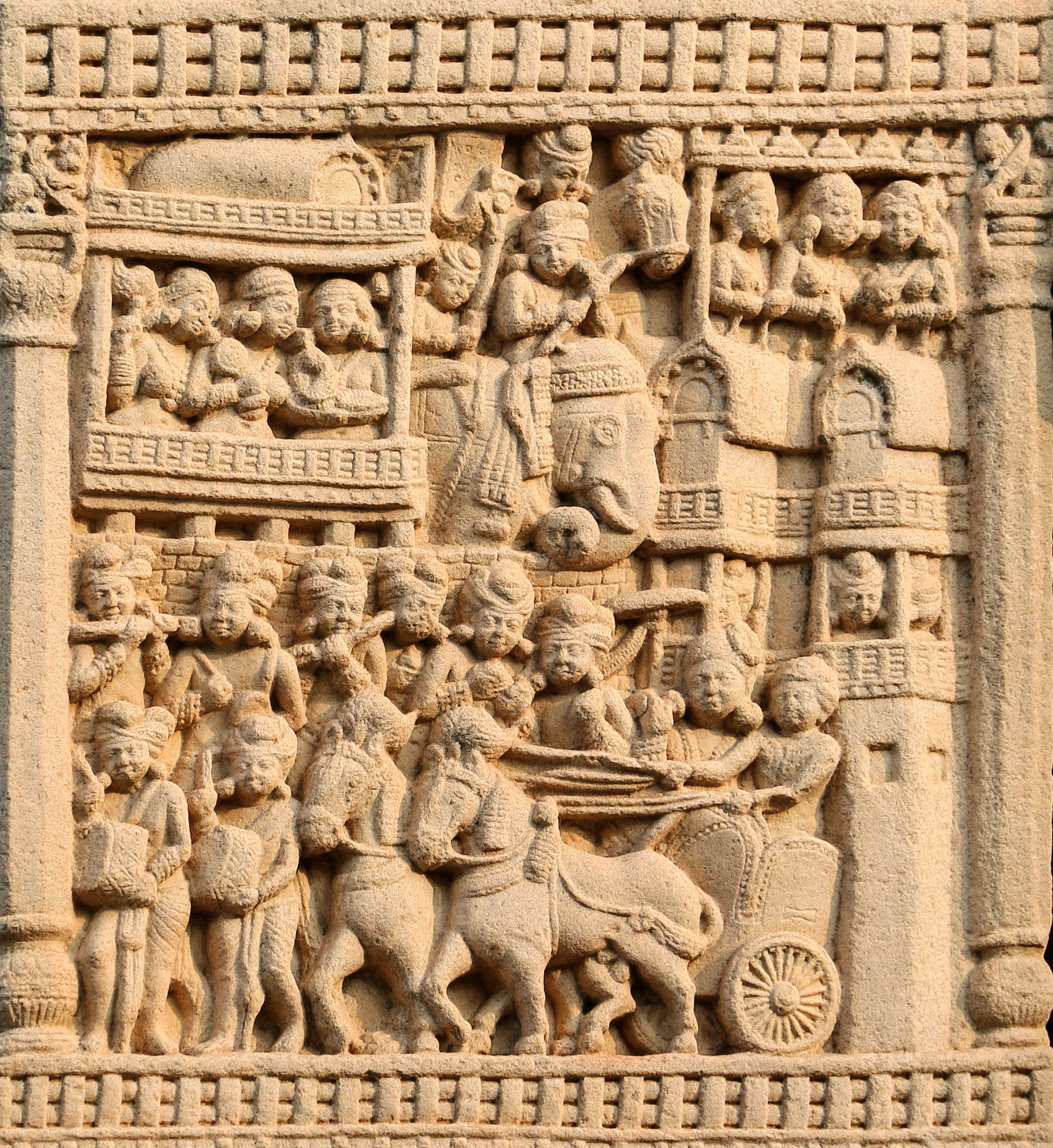
桑吉大佛塔描繪國王離開王舍城，可能是阿闍世王或頻毗娑羅王去見佛

成長後，他被立為太子，與一直想要謀害釋迦佛的提婆達多結交。提婆達多勸阿闍世篡位，阿闍世於是發動兵變，自立為王，並且禁錮了父母親。饿死父親頻毗娑羅王在地牢中。自從父親死後，他心病難安，全身生瘡腐爛，於是深自懺悔，並向釋迦牟尼佛皈依，從此立志為佛門護法。
在憍薩羅國國王毘琉璃（Vidudabha）溺死後，阿闍世也統治了憍薩羅國。